# Magda Maros
Magdolna „Magda“ Maros (* 4. Oktober 1951 in Budapest) ist eine ehemalige ungarische Florettfechterin.

## Erfolge
Magda Maros wurde 1973 in Göteborg mit der Mannschaft Weltmeister und belegte mit ihr 1974 in Grenoble, 1975 in Budapest, 1979 in Melbourne und 1982 in Rom jeweils den zweiten Rang. Sie nahm an zwei Olympischen Spielen teil. Bei den Olympischen Spielen 1976 in Montreal gewann sie mit der ungarischen Mannschaft, zu der neben Maros noch Ildikó Bóbis, Edit Kovács, Ildikó Ujlakiné-Rejtő und Ildikó Schwarczenberger zählten, die Bronzemedaille. Vier Jahre darauf in Moskau wiederholte sie mit Gertrúd Stefanek, Zsuzsanna Szőcs, Ildikó Schwarczenberger und Magda Maros diesen Erfolg. Im Einzel erreichte sie 1980 die Finalrunde, in der sie hinter Pascale Trinquet und vor Barbara Wysoczańska mit einer Bilanz von 3:2-Siegen die Silbermedaille gewann. Für diesen Erfolg wurde sie Ende 1980 zu Ungarns Sportlerin des Jahres ausgezeichnet.